# Wang Fang
Wang Fang (chiń. upr. 王芳; pinyin Wáng Fāng; ur. 14 stycznia 1967 w Anshanie) – chińska koszykarka, występująca na pozycjach rzucającej lub niskiej skrzydłowej, reprezentantka kraju, multimedalistka międzynarodowych imprez koszykarskich, po zakończeniu kariery zawodniczej trenerka koszykarska.
Jej syn Kevin Zhang jest także koszykarzem.

## Osiągnięcia
Na podstawie, o ile nie zaznaczono inaczej.

### Reprezentacja
Seniorska
- Wicemistrzyni:
  - olimpijska (1992)[4][5][6]
  - mistrzostw świata (1994)[7]
  - igrzysk azjatyckich (1990)[8]
- Brązowa medalistka igrzysk azjatyckich (1994)[9]
- Uczestniczka mistrzostw świata (1990 – 9. miejsce, 1994)[10]

Młodzieżowe
- Mistrzyni uniwersjady (1993)
- Uczestniczka mistrzostw świata U–19 (1985 – 4. miejsce)[11]

### Trenerskie
Trenerka główna
- Mistrzostwo Chin (2009)[12]
- Trenerka drużyny Północy podczas meczu gwiazd ligi chińskiej (2009)[12]

Asystentka
- Mistrzostwo igrzysk azjatyckich (2006)[13]
- Igrzyska olimpijskie (2008 – 8. miejsce)